# Japanese Movie Database
Il Japanese Movie Database (日本映画データベース?, Nihon eiga dētabēsu), colloquialmente noto anche con la sigla JMDb, è un database online di informazioni sul cinema giapponese: film (lungometraggi), attori, registi, personale di produzione e membri della troupe. Simile all'Internet Movie Database, contiene esclusivamente opere prodotte in Giappone.
Il sito è stato creato nel 1997, contiene film a partire dal periodo Meiji (1899, trentaduesimo imperatore) fino ai giorni nostri ed è in continuo aggiornamento.